# Gawia (stacja kolejowa)
Gawia (biał. Гаўя, ros. Гавья) – stacja kolejowa w miejscowości Gawia, w rejonie iwiejskim, w obwodzie grodzieńskim, na Białorusi. Nazwa pochodzi od pobliskiej rzeki Gawii. Jest to najbliższa stacja kolejowa od miasta rejonowego Iwii.
Stacja istniała przed II wojną światową. Na budynku stacyjnym zachował się polski reper z wizerunkiem Orła Białego.